# Françoise Macchi
Françoise Macchi (ur. 12 lipca 1951 w Le Sentier) – francuska narciarka alpejska, brązowa medalistka mistrzostw świata.

## Kariera
W zawodach Pucharu Świata pierwsze punkty zdobyła 1 marca 1968 roku w Abetone, gdzie zajęła czwarte miejsce w slalomie. Na podium zawodów PŚ pierwszy raz stanęła 11 grudnia 1968 roku w Val d’Isère, wygrywając rywalizację w gigancie. W zawodach tych wyprzedziła Rosi Mittermaier z RFN i swą rodaczkę Annie Famose. W kolejnych startach jeszcze 20 razy stawała na podium, odnosząc jeszcze 9 zwycięstw: 10 grudnia 1969 roku w Val d’Isère, 24 stycznia 1970 roku w St. Gervais, 5 stycznia 1971 roku w Mariborze, 3 stycznia 1972 roku w  Oberstaufen i 7 stycznia 1972 roku w Mariborze wygrywała giganty, 30 stycznia 1970 roku w Garmisch-Partenkirchen i 12 grudnia 1970 roku w Bardonecchii wygrywała zjazdy, a 18 grudnia 1971 roku w Sestriere i 4 stycznia 1972 roku w Oberstaufen była najlepsza w slalomach. W sezonie 1969/1970 zajęła drugie miejsce w klasyfikacji generalnej, a w klasyfikacji giganta była najlepsza. Druga w klasyfikacji generalnej była także w sezonie 1971/1972, zajmując równocześnie drugie miejsce w klasyfikacji slalomu. Ponadto w sezonie 1970/1971 była trzecia w klasyfikacjach zjazdu i giganta.
Podczas mistrzostw świata w Val Gardena w 1970 roku w wywalczyła brązowy medal w gigancie. W zawodach tych wyprzedziły ją jedynie Betsy Clifford z Kanady i kolejna Francuzka, Ingrid Lafforgue. Był to jej jedyny medal zdobyty na imprezie międzynarodowej.
Jej mężem jest były francuski narciarz alpejski Jean-Noël Augert.

## Osiągnięcia

### Mistrzostwa świata
| Miejsce | Dzień     | Rok  | Miejscowość | Konkurencja | Czas biegu | Strata | Zwyciężczyni   |
| ------- | --------- | ---- | ----------- | ----------- | ---------- | ------ | -------------- |
| DNF     | 11 lutego | 1970 | Val Gardena | Zjazd       | 1:58,34    | -      | Annerösli Zryd |
| 3.      | 14 lutego | 1970 | Val Gardena | Gigant      | 1:20,46    | +0,14  | Betsy Clifford |

### Puchar Świata

#### Miejsca w klasyfikacji generalnej
- sezon 1967/1968: 17.
- sezon 1968/1969: 14.
- sezon 1969/1970: 2.
- sezon 1970/1971: 5.
- sezon 1971/1972: 2.

#### Miejsca na podium
1. Val d’Isère – 11 grudnia 1968 (gigant) – 1. miejsce
2. Val d’Isère – 10 grudnia 1969 (gigant) – 1. miejsce
3. Oberstaufen – 3 stycznia 1970 (slalom) – 3. miejsce
4. Oberstaufen – 4 stycznia 1970 (gigant) – 2. miejsce
5. St. Gervais – 24 stycznia 1970 (gigant) – 1. miejsce
6. Garmisch-Partenkirchen – 30 stycznia 1970 (zjazd) – 1. miejsce
7. Val Gardena – 14 lutego 1970 (slalom) – 3. miejsce
8. Bardonecchia – 12 grudnia 1970 (zjazd) – 1. miejsce
9. Maribor – 5 stycznia 1971 (gigant) – 1. miejsce
10. Schruns – 20 stycznia 1971 (zjazd) – 2. miejsce
11. Mont-Sainte-Anne – 12 lutego 1971 (gigant) – 3. miejsce
12. Abetone – 10 marca 1971 (gigant) – 3. miejsce
13. Abetone – 11 marca 1971 (gigant) – 2. miejsce
14. Sankt Moritz – 3 grudnia 1971 (zjazd) – 2. miejsce
15. Val d’Isère – 11 grudnia 1971 (zjazd) – 3. miejsce
16. Sestriere – 17 grudnia 1971 (zjazd) – 3. miejsce
17. Sestriere – 18 grudnia 1971 (slalom) – 1. miejsce
18. Oberstaufen – 3 stycznia 1972 (gigant) – 1. miejsce
19. Oberstaufen – 4 stycznia 1972 (slalom) – 1. miejsce
20. Maribor – 7 stycznia 1972 (gigant) – 1. miejsce
21. Bad Gastein – 13 stycznia 1972 (slalom) – 3. miejsce